# David Valenza Quiroga
David Valenza Quiroga (Lima, 17 de diciembre de 1953) es un abogado y político peruano. Fue alcalde del distrito de Jesús María entre 1993 y 1995.

## Biografía
Nació en la ciudad de Lima, el 17 de diciembre de 1953.
Cursó sus estudios primarios y secundarios en su ciudad natal. Luego realizó sus estudios superiores de derecho en la Universidad Inca Garcilaso de la Vega, titulándose de abogado en el año 2006.
Su primera participación política fue en las elecciones municipales del año 1993 cuando postuló por la alianza electoral Lima al 2000 para la alcaldía del distrito de Jesús María obteniendo la elección con el 35.943% de los votos.
Postuló también al Congreso de la República por el partido político Solidaridad Nacional en las elecciones del año 2000. Posteriormente en el año 2018, Valenza reapareció en el ámbito político y participó como candidato a la vicepresidencia del Gobierno Regional de Loreto por el partido Perú Nación en las elecciones regionales de ese mismo año, en las que quedó en último lugar con sólo el 0.284% de los votos.